# Me Against the World
Me Against the World es el tercer álbum del rapero 2Pac, lanzado el 14 de marzo de 1995 por Interscope Records.
El álbum fue grabado en cuestión de semanas antes de que el rapero fuera a prisión por cargos por abuso sexual en 1993. Fue lanzado mientras cumplía condena y fue un éxito inmediato desde la primera semana, debutando en la primera posición de la lista Billboard 200 y convirtiéndose en el primer artista en colocar un álbum en lo más alto de las listas desde la cárcel. El álbum fue recibido con éxito por los críticos y aficionados, situándole entre los mejores de su carrera y de la historia del rap.

## Antecedentes
En 1993, Tupac Shakur ya tuvo éxito con dos sencillos certificados oro, "I Get Around" y "Keep Ya Head Up", y un álbum con misma certificación, Strictly 4 My N.I.G.G.A.Z.. Sin embargo, el rapero no tuvo mucho tiempo para celebrar sus logros, debido a sus constantes problemas con la ley. En el verano de 1993, Tupac fue acusado de agredir al director cinematográfico Allen Hughes durante el rodaje de la película Menace II Society, siendo condenado a 15 días de prisión a principios de 1994. Posteriormente, en octubre de 1993, Tupac fue acusado de disparar a dos policías fuera de servicio en Atlanta, aunque finalmente los cargos serían retirados. Pero la más notable de sus numerosas confrontaciones con la ley llegó un mes después, cuando fue acusado junto a dos amigos de abusar sexualmente de una mujer. Durante este tiempo, Tupac estaba grabando su tercer álbum. Por la manera que su imagen estaba siendo interpretada por la prensa y el público en general, consideró titular al álbum Crucified; finalmente, el álbum fue cambiado a su nombre actual. Según el propio Tupac, el álbum se hizo para mostrar a los aficionados al rap su respeto por la forma artística. Líricamente, Tupac intentó de manera intencionada completar un álbum más personal y reflexivo que sus trabajos anteriores.

## Música

### Producción
La producción musical del álbum fue considerada por muchos como la más destacada de su carrera por entonces. Steve 'Flash' Juon en RapReviews dio a la producción una nota perfecta de 10 de 10, destacando canciones como "So Many Tears" y "Temptations." Jon Parales señaló que la producción tenía una "calma fatalista, en un molde comercial". Comparó la producción del álbum y sintetizó ganchos a los del estilo G-funk de Dr. Dre, declarando que "mientras 2Pac no canta, otras voces lo hacen, proporcionando una suave melodía". James Bernard en Entertainment Weekly no se entusiasmó tanto con las producciones, destacando que "las voces de Tupac están profundamente enterradas en las mezclas. Es una pena" y que "los mediocres ritmos deberían ser menos perceptibles".

### Lírica
Fue como un disco de blues. Fue sencillo. Eran todos mis miedos, todas las cosas por las que no podía dormir. Todo el mundo pensaba que yo estaba viviendo tan bien que lo quería explicar. Tomé un álbum entero para ello. Tengo que contar mis más oscuros secretos. Cuenta mis problemas personales.
Tupac Shakur

Algunos de los temas principales del álbum son la pérdida de la inocencia, la paranoia y el ocasional odio a sí mismo. Se presta mucha atención a temas como el dolor de supervivencia urbana. No todas las canciones tratan de un tema desolador, ya que algunas como "Old School" son nostálgicas, aunque algo agridulce, recordando su juventud y los inicios del hip-hop. El álbum es más conocido por sus canciones más sensibles "Dear Mama" y "Can U Get Away", ambas dirigidas a la mujer que ama. En "Dear Mama", Tupac rinde homenaje y expresa afecto eterno a su madre, recordándola constantemente que aunque sus acciones a veces pueden parecer otra cosa "tú eres apreciada" En el tema "Can U Get Away", Tupac intenta conquistar a la mujer que ha ganado su afecto. Tres de las canciones más misteriosas del álbum son "Death Around the Corner", "If I Die 2Nite", y "So Many Tears", canciones que muchos han calificado de proféticas debido a sus temas relacionados con el destino trágico del rapero, su muerte prematura.
A lo largo del álbum, Tupac emplea diferentes estilos poéticos, yendo desde la aliteración ("If I Die 2Nite") al uso de pareados ("Lord Knows").

### Sencillos
"Dear Mama" fue lanzado como primer sencillo del álbum en febrero de 1995, junto con la canción "Old School" como lado-B. "Dear Mama" fue el sencillo más exitoso del álbum, alcanzando el primer puesto en la lista Hot Rap Singles y el noveno lugar en la Billboard Hot 100. El sencillo fue certificado platino en julio de 1995.
"So Many Tears" fue el segundo sencillo del álbum, lanzado en el mes de junio. El sencillo se ubicó en la sexta posición de la lista Hot Rap Singles, y en la 34.ª de la Billboard Hot 100.
"Temptations" lanzado en agosto, fue el tercer y último sencillo del álbum. El sencillo tuvo menos éxito que los dos anteriores, pero fue capaz de situarse en la 68.ª posición de la Billboard Hot 100, en la 35ª de la Hot R&B/Hip-Hop Singles & Tracks y en la 13.ª de la Hot Rap Singles.
Las sesiones de grabación del álbum tuvieron lugar en diez diferentes estudios, mientras que la masterización se realizó en el Bernie Grundman Mastering. A pesar de que el álbum fue originalmente lanzado por Interscope Records, Amaru Entertainment, el sello propiedad de la madre de Tupac, Afeni Shakur, se hizo con sus derechos.

## Recepción
El álbum fue un gran éxito comercial, alcanzando el número uno en la lista Billboard 200 y siendo certificado platino el 26 de abril de 1995. Además, Tupac se convirtió en el primer, y aún único, artista en colocar un álbum en lo más alto de las listas mientras cumple condena en prisión. El álbum superó al Greatest Hits del cantante de rock Bruce Springsteen, un logro que enorgulleció a Tupac desde la cárcel.
Me Against the World recibió una calificación de cinco estrellas en Allmusic, con el crítico Steve Huey señalando que se trata de "su obra más consistente temáticamente y menos contradictoria" y destacando que "puede que no sea su álbum definitivo, pero puede ser el mejor". Sin embargo, Steve 'Flash' Juon de RapReview indicaba que el álbum "no es solo el álbum por excelencia de Tupac, sino uno de los álbumes más importantes de rap de los 90". Juon premió al álbum con un perfecto diez en cada calificación. Cheo H. Coker de Rolling Stone también opinó que se trataba del mejor álbum de Tupac, dándole tres estrellas y media de cinco posibles. Robert Christgau habló en contra del álbum, diciendo que "el subtexto de su complejo de persecución es su autorespecto". Del efecto global del álbum, Coker dijo que era "un gran trabajo del dolor, la ira y la desesperación". The Source, que originalmente dio cuatro micrófonos al álbum, años más tarde se retractó otorgándole los cinco. Jon Pareles de The New York Times dio al álbum una crítica favorable, llamando a Tupac "el San Agustín del gangsta rap" debido a su ambivalencia hacia el comportamiento y la naturaleza del estilo de vida mafioso.
El álbum fue nominado al Mejor Álbum de Rap en los Premios Grammy de 1996, pero fue superado por Naughty By Nature y su álbum Poverty's Paradise.

## Lista de canciones
| #  | Título                    | Duración | Productor(es)                                 | Intérprete(s)                                                      | Sample(s) |
| -- | ------------------------- | -------- | --------------------------------------------- | ------------------------------------------------------------------ | --- |
| 1  | "Intro"                   | 1:40     | Tony Pizarro                                  | Sarah Diamond, Debby Hambrick, Jay Jensen, Jill Jones, Dan O'Leary | |
| 2  | "If I Die 2Nite"          | 4:01     | Easy Mo Bee                                   | 2Pac                                                               | - "Deep Cover" de Dr. Dre - "Tonight" de Kleeer - "Tonight's the Night" de Betty Wright                                                   |
| 3  | "Me Against the World"    | 4:40     | Soulshock & Karlin                            | 2Pac, Dramacydal                                                   | - "Inside My Love" de Minnie Riperton - "Walk on By" de Isaac Hayes                                                                       |
| 4  | "So Many Tears"           | 3:59     | Shock G                                       | 2Pac                                                               | - "That Girl" de Stevie Wonder |
| 5  | "Temptations"             | 5:00     | Easy Mo Bee                                   | 2Pac                                                               | - Contiene una interpolación de "Computer Love" de Zapp - "Sing a Simple Song" de Sly & the Family Stone - "Watch Your Nuggets" de Redman |
| 6  | "Young Niggaz"            | 4:53     | Le-morrious "Funky Drummer" Tyler, Moe Z.M.D. | 2Pac                                                               | - Contiene una interpolación de "She's Strange" de Cameo                                                                                  |
| 7  | "Heavy in the Game"       | 4:23     | Sam Bostic, Mike Mosley                       | 2Pac, Lady Levi, Richie Rich                                       | - Contiene una interpolación de "Just Be Good to Me" de The SOS Band                                                                      |
| 8  | "Lord Knows"              | 4:31     | Brian G                                       | 2Pac                                                               | - "All I Ask" by The Blackbyrds |
| 9  | "Dear Mama"               | 4:39     | Tony Pizarro                                  | 2Pac                                                               | - Contiene una interpolación de "Sadie" - "In My Wildest Dreams" de Joe Sample                                                            |
| 10 | "It Ain't Easy"           | 4:53     | Tony Pizarro                                  | 2Pac                                                               | |
| 11 | "Can U Get Away"          | 5:45     | Mike Mosley                                   | 2Pac                                                               | - Contiene una interpolación de "Happy Feelin's" de Maze con Frankie Beverly                                                              |
| 12 | "Old School"              | 4:40     | Soulshock                                     | 2Pac                                                               | - "Dedication" de Brand Nubian - "We Share" de the Soul Searchers                                                                         |
| 13 | "Fuck the World"          | 4:13     | Shock G                                       | 2Pac,                                                              | |
| 14 | "Death Around the Corner" | 4:07     | Johnny "J"                                    | 2Pac                                                               | - Contiene extractos de las películas American Me y The Untouchables                                                                      |
| 15 | "Outlaw"                  | 4:32     | Moe Z.M.D.                                    | 2Pac, Dramacydal                                                   | |

## Premios
La información se refiere a los reconocimientos atribuidos a Me Against the World.
| Publicación      | País                      | Premio                                                            | Año  | Posición |
| ---------------- | ------------------------- | ----------------------------------------------------------------- | ---- | -------- |
| Blender          | Bandera de Estados Unidos | 500 CD Que Debes Escuchar Antes de Morir                          | 2003 | *        |
| Ego Trip         | Bandera de Estados Unidos | 25 Mejores Álbumes de Hip-Hop por Año: 1980–98                    | 1999 | 7        |
| New Nation       | Bandera del Reino Unido   | Top 100 Álbumes de Artistas Negros                                |      | 49       |
| Nude as the News | Bandera de Estados Unidos | Los 100 Álbumes Más Irresistibles de los 90                       | 1999 | 47       |
| Pause & Play     | Bandera de Estados Unidos | Álbumes que inducen a una cápsula del tiempo, un álbum por semana |      | *        |
| Robert Dimery    | Bandera de Estados Unidos | 1001 Álbumes Que Debes Escuchar Antes de Morir                    | 2005 | *        |
| The Source       | Bandera de Estados Unidos | Los 100 Mejores Álbumes de Rap de Todos los Tiempos               | 1998 | *        |
| About.com        | Bandera de Estados Unidos | Los Mejores Álbumes de Hip-Hop de Todos los Tiempos               |      | 12       |

En 1996, Me Against the World fue nominado al Mejor Álbum de Rap en los Premios Grammy de 1996. El sencillo "Dear Mama" también fue nominado en la categoría de mejor actuación de rap en solitario. En 2008, la National Association of Recording Merchandisers, junto con el Salón de la Fama del Rock, reconoció a Me Against the World como uno de los "álbumes más influyentes y populares", situándole en el puesto #170 en una lista de 200 álbumes de artistas de todo tipo de géneros musicales.

## Posiciones en lista

### Álbum
| Lista (1996)                         | Posición máxima |
| ------------------------------------ | --------------- |
| Listas musicales de Australia (ARIA) | 40              |
| Lista de Álbumes de Suecia           | 40              |
| U.S. Billboard 200                   | 1               |
| U.S. Top R&B/Hip-Hop Albums          | 1               |

### Sencillos
| 1995 | "Dear Mama"     | 9  | 1  | 3  | 1  | 16 |
| 1995 | "So Many Tears" | 44 | 41 | 21 | 6  | —  |
| 1995 | "Temptations"   | 68 | —  | 35 | 13 | —  |

## Personal
Información tomada de Allmusic y del libro del álbum.
- Director artístico: Eric Altenburger
- Coproductores: DF Master Tee, Ezi Cut, Jay-B, Moses, Jill Rose.
- Diseñador: Eric Altenburger
- Ingenieros de sonido: Paul Arnold, Kevin "KD" Davis, Jay Lean, Eric Lynch, Bob Morris, Tim Nitz, Tony Pizarro, Mike Schlesinger.
- Guitarra: Ronnie Vann
- Ingenieros de mezcla: Paul Arnold, Kevin "KD" Davis, Jeff Griffin, Jay Lean, Tony Pizarro, SoulShock
- Intérpretes: Dramacydal, Richie Rich
- Productores: Easy Mo Bee, Sam Bostic, D-Flizno Production Squad, Brian G, Shock G, Johnny "J", Karlin, Mike Mosley, Tony Pizarro, SoulShock, Le-morrious "Funky Drummer" Tyler, Moe Z.M.D.
- Voces: Kim Armstrong, Eboni Foster, Reggie Green, Puff Johnson, Jill Rose, Richard Serrell, 2Pac, Natasha Walker.